# Hawaiian War Chant
Hawaiian War Chant est une chanson populaire américaine dont la mélodie et les paroles originales ont été écrites dans les années 1860 par le prince Leleiohoku. Le titre original de la chanson est Kāua I Ka Huahua'i, ce qui signifie « Nous deux dans la brume».
Son origine provient d'un mélange entre diverses chansons traditionnelles hawaïennes. Elle n'a pas été écrite comme un chant, et les paroles hawaïennes décrivent une réunion clandestine entre deux amants, et ne parlent en aucun cas d'une bataille. Le titre anglais n'a par conséquent rien à voir avec la chanson d'origine.

## Origine
Sous son titre original, la chanson a été enregistrée vers le mois de juin 1911 par le Crowel Glee Club, et publié par Columbia Records. Les paroles anglaises de Ralph Freed ont été écrites en 1936 et la mélodie a été quelque peu changée à l'époque par Johnny Noble. Tommy Dorsey l'a enregistrée le 29 novembre 1938, et elle a été diffusée sur Victor Records aux États-Unis et au Canada. Dans une performance de 1942, le groupe de Dorsey a présenté le batteur Buddy Rich et le trompettiste Ziggy Elman sur cette chanson.

## Utilisation dans les médias
- La chanson a été présentée dans le film Croisière mouvementée de 1942 avec Eleanor Powell, Red Skelton et la bande de Tommy Dorsey.
- La chanson est très utilisée dans la salle le Tiki Enchanté de Walt Disney, une attraction du parc Disneyland qui a ouvert ses portes en 1963 en Californie[5].
- Une version par Spike Jones a été enregistrée pour Victor Records en février 1946 avec Carl Grayson à la voix. Elle a atteint la huitième place dans les classements américains des chansons, selon Joel Whitburn. Cette version comportant des effets vocaux humoristiques est utilisée partiellement dans le film Les Bronzés lors d'une scène montrant l'animation en soirée par les GO du club.
- Un extrait est repris, appelé Luau, dans le film d'animation de Disney Le Roi lion : vers la fin quand Simba revient sur la terre des lions, Timon et Pumbaa font diversion face aux hyènes avec cette chanson.